# Кальгаспори
Кальгаспори («каяття снігів», нім. Büßerschnee; також «каяття монахів», фірни, що каються) — своєрідні утворення на поверхні снігових і фірнових полів у вигляді похилих голок або пірамід висотою до 6 м у високогір'ї тропіків і субтропіків, віддаля схожі на натовп ченців, що поклоняються. На льодовику Хумбу гори Еверест виявлено «каяття монахів» висотою до 30 м.

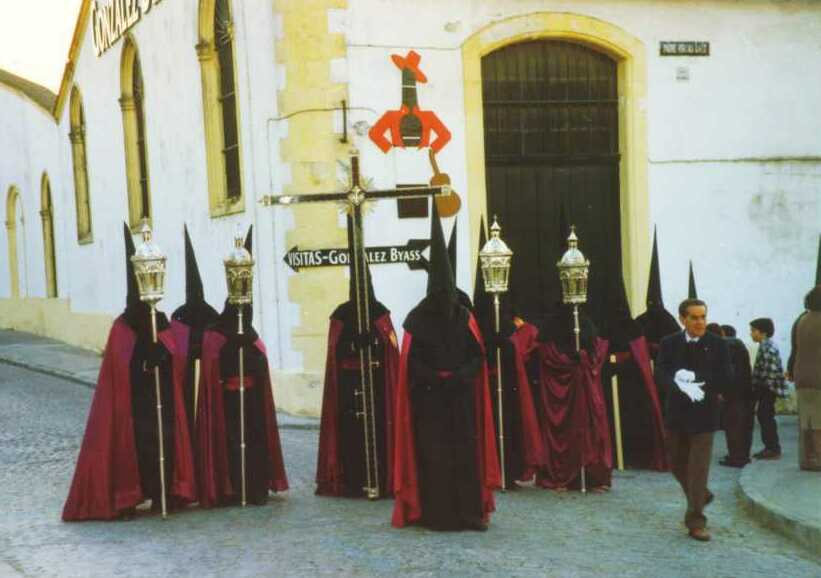
Назва «каяття» («пенітентес») походить від однойменної назви головних уборів ченців.

## Загальний опис
Для альпіністів цей тип льодовика є досить складною перешкодою, але невеликі кальгаспори значно полегшують рух по крутих льодових або фірновим схилах, утворюючи сходинки.
Такі «монахи» утворюються в умовах високого стояння сонця, сухості повітря і сильної інсоляції на ділянках, позбавлених моренного покриву або засіяних рідкою галькою, внаслідок нерівномірного танення фірна. Проталини виникають у напрямку падаючих косо сонячних променів (Кіліманджаро, Чимборасо).
Дослідження цього природного явища ведуться декількома групами вчених як у природних, так і в лабораторних умовах, проте остаточний механізм зародження кристалів «каяття монахів» і їх ріст донині не встановлено.
Досліди показують, що значну роль у ньому відіграють процеси  абляції, циклічного танення і замерзання води в умовах низьких температур і певних значень сонячної радіації.
Термін «каяття снігів» (нім. Büßerschnee) запропонований художником і альпіністом Рудольфом Решрейтером, який уперше під час експедиції в Чимборасо і  Котопахі описав і зобразив цей феномен. Похилі зубці нагадували йому ченців, що каються з нахиленою головою і похиленою спиною.
Деякі дані вказують на існування кальгаспорів на Європі, супутнику Юпітера.

## Галерея

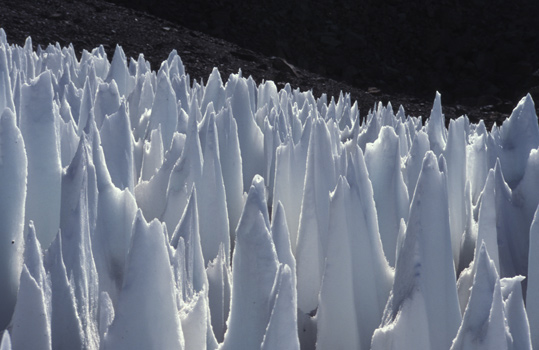
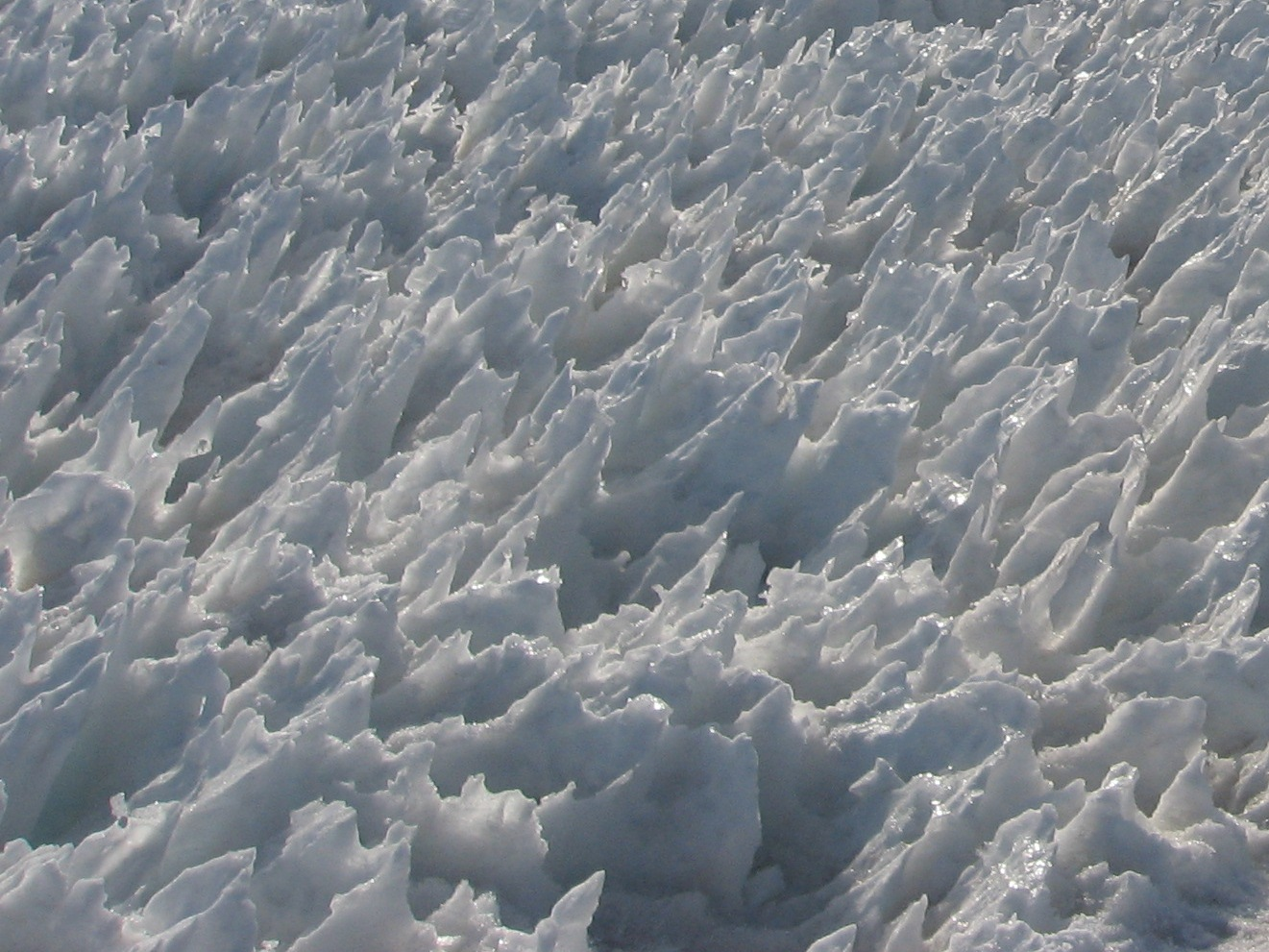
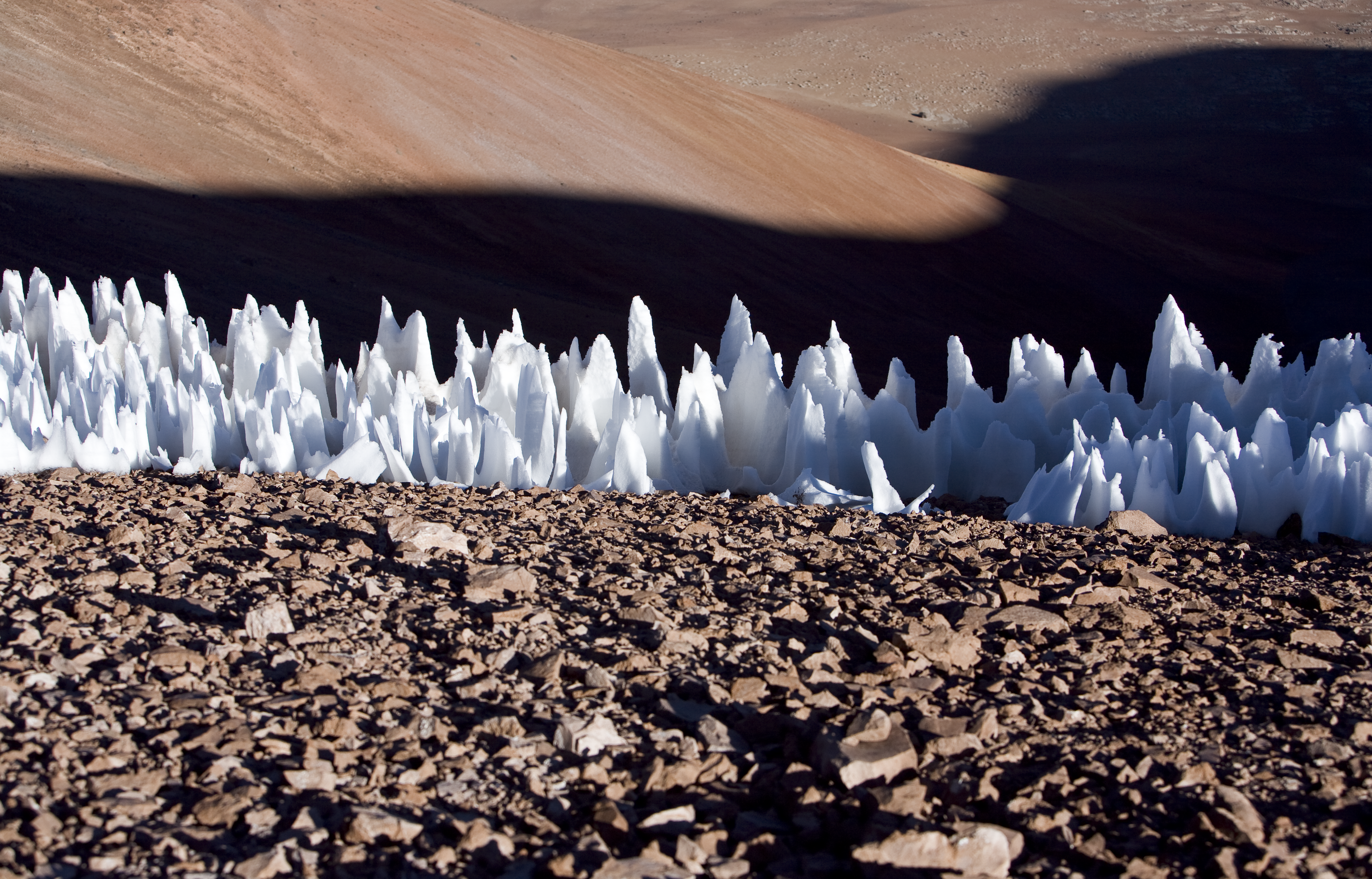
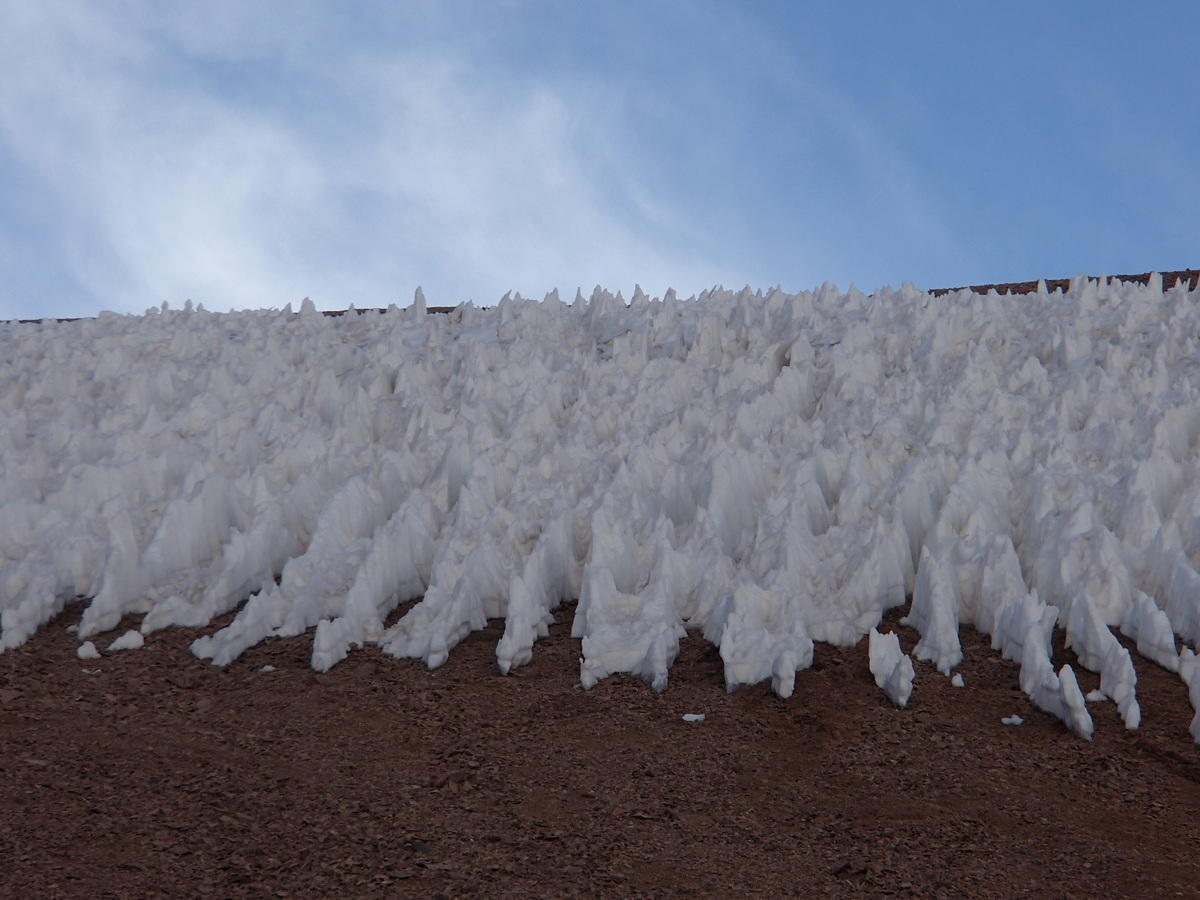
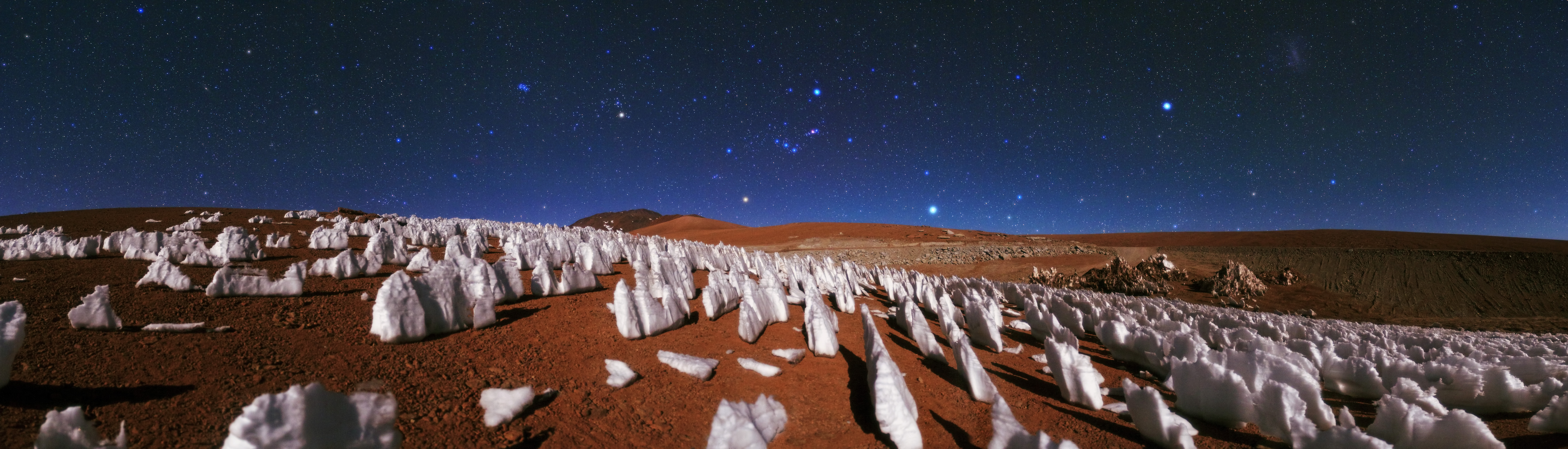

На верхівці Світу. Пустеля

### Ресурси Інтернету
- Вікісховище має мультимедійні дані за темою: Кальгаспори
- «Spiky glaciers are slower to melt», New Scientist (March 7, 2007).
- А. А. Алексєєв. Горотворення і гірський рельєф [Архівовано 24 грудня 2017 у Wayback Machine.]